# Arapski papar
Arapski papar (lat. Xylopia quintasii), korisno vazdazeleno drvo iz roda ksilopija, porodica Annonaceae, rašireno po zapadnoj tropskoj Africi.
Naraste do 30 metara visine. Kora, liko, korijen i listovi lokalno se koriste u medicinske svrhe.

## Sinonimi
- Polyalthia mayumbensis Exell
- Xylopia lane-poolei Sprague & Hutch.
- Xylopia striata Engl.